# Sepak takraw

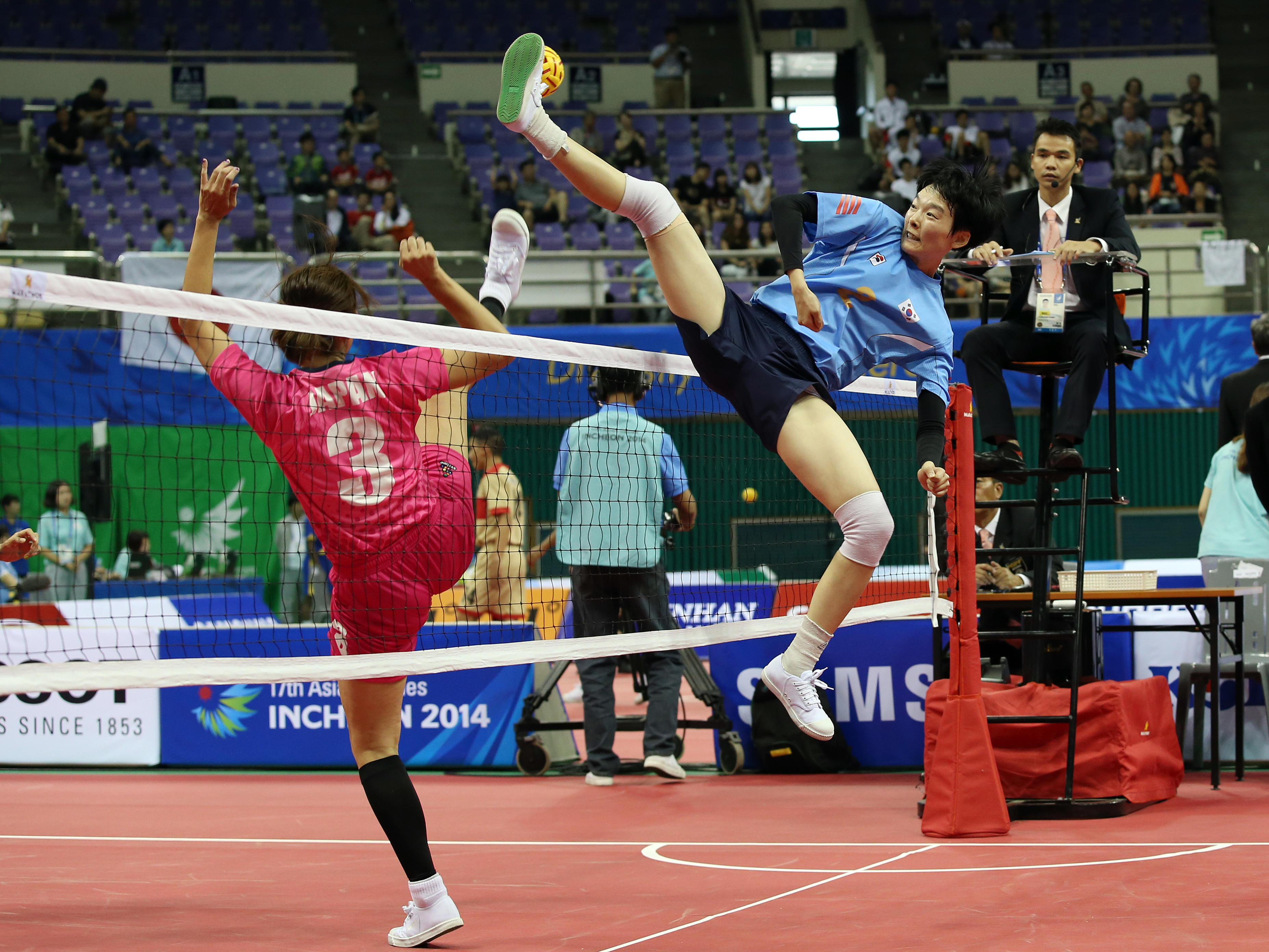
Partido de sepak takraw en los Juegos Asiáticos de 2014.

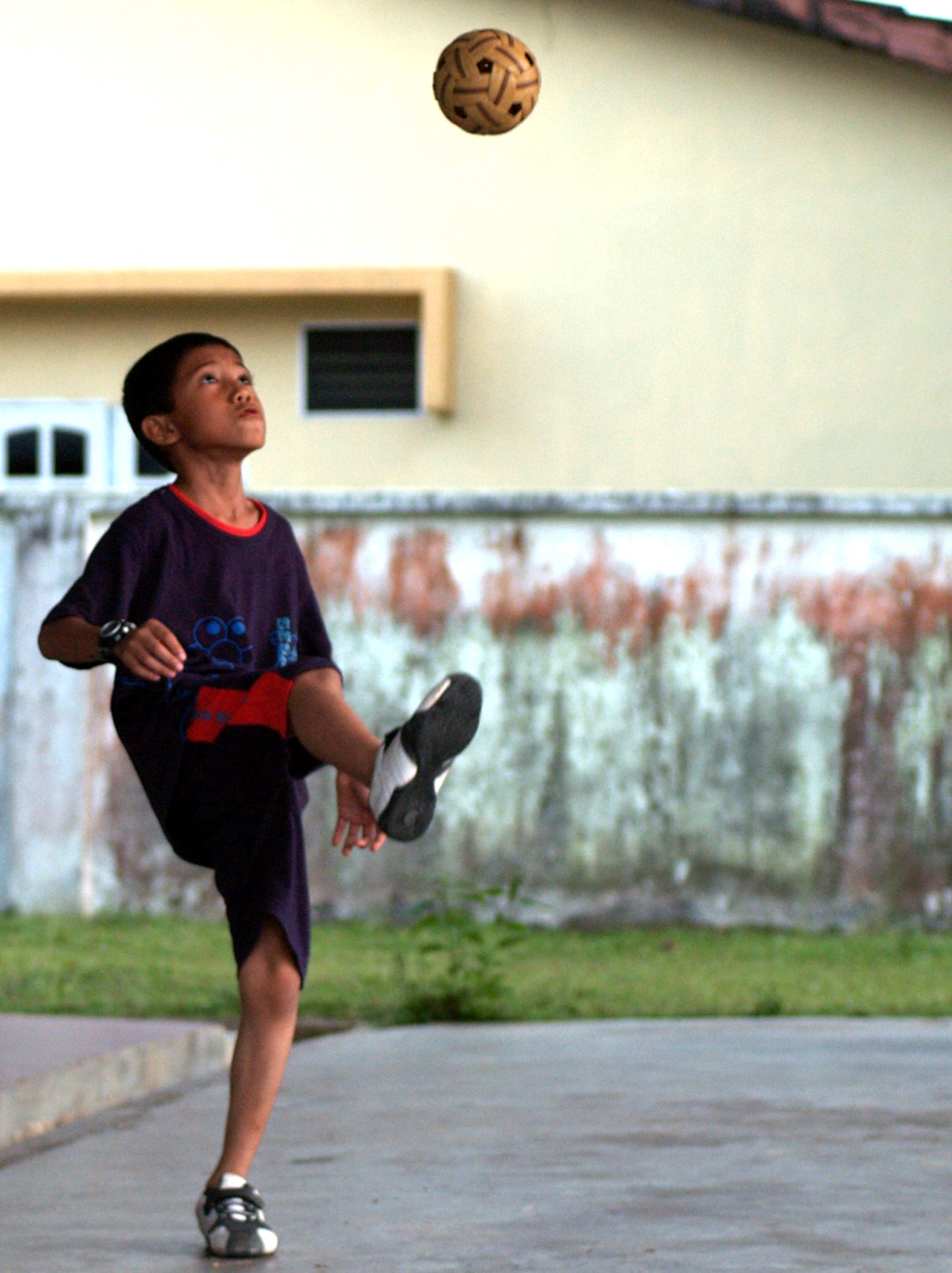
Demostración de sepak takraw por un niño.

Sepak takraw (pronunciación AFI: [seˈpak taˈkro]) (voleibol de puntapié, o simplemente takraw) es un deporte nativo del sudeste de Asia, parecido al voleibol, excepto que el takraw utiliza una pelota de ratán (una especie de caña proveniente de la India) y solo permite a los jugadores utilizar sus pies y la cabeza para tocar el balón.  Es una especie de cruce entre el fútbol y el voleibol, muy popular en Tailandia, Camboya, Malasia, Laos e Indonesia.
En Tailandia el juego se llama takraw (ตะกร้อ AFI: [tʰà-krɔ̂ː]). En Laos se llama thuck thay ("torcer" y "golpear"), o sepak takraw (malayo: "golpear" y "takraw" en tailandés). Juegos similares incluyen el footbag net, el futvóley, el jianzi y el sipa.

## Historia
El juego sepak takraw está basado, en gran medida, en el juego chino cùjú (AFI: [tsʰuː˥˩ tɕy˧˥]) (蹴鞠)  (literalmente: "patear pelota"), similar al kemari de Japón.  El deporte se habría importado con las primeras relaciones comerciales, y a comienzos del siglo XV ya se había popularizado en Malasia y Tailandia.  Por ese entonces se llamaba (sepak) takraw ((เซปัก)ตะกร้อ AFI: [seː.pàk.ta.krɔ̂ː]) en tailandés o sepak raga ("patear pelota de ratán (bejuco)") en malayo y lo jugaban hombres y niños, formando un círculo, pateando la pelota entre ellos, de un lado a otro.
Este juego proviene de la época del Sultanato de Malaca en el siglo XV.
En Bangkok, los murales en el templo Wat Phra Kaew (conocido también como Templo del Buda de "esmeralda") ilustran al dios hindú Hánuman jugando takraw con una tropilla de monos. Otros relatos históricos mencionan este juego durante el reinado del rey Naresuan de Ayutthaya. El juego se mantuvo en su estilo de círculo durante cientos de años, y la versión moderna de sepak takraw comenzó a tomar forma en Tailandia a principios de 1800. 
En 1829, la Asociación de Deportes de Siam redactó las primeras reglas del takraw competitivo. Cuatro años más tarde, la asociación introdujo la red estilo voleibol y celebró el primer torneo público. Al cabo de unos años, el takraw se introdujo al plan de estudios de las escuelas mixtas. El juego se convirtió en una costumbre local tan apreciada que se organizó otro torneo de takraw estilo voleibol para celebrar la primera constitución del reino en 1933, el año a partir del cual Tailandia abolió la monarquía absoluta. En 1935, este juego fue practicado separadamente en el estado de Negeri Sembilan, Malasia durante la celebración del jubileo de plata del rey Jorge V. Hacia la década de 1940, la versión del juego con red se había extendido por todo el sudeste asiático, además, se introdujeron normas formales. En Filipinas el deporte se llama sipa, en Birmania o Birmania se le denominó chinlon, en Laos se le nombró kator, en Vietnam se le dio el nombre de cầu mây, en Brunéi  se le conoce como sepak raga jala y en Indonesia, rago.
En la actualidad, el juego es regulado internacionalmente por la Federación Internacional de Sepak Takraw (ISTAF). Uno de los objetivos de la ISTAF es obtener reconocimiento del sepak takraw como deporte olímpico, lo cual fue proyectado para el 2012. Durante el encuentro de la ISTAF en 1996, en Bangkok, se aprobaron las reglas vigentes. El Campeonato Mundial Copa del Rey de Sepaktakraw se celebra cada año en Tailandia.  
Cuando el deporte se hizo popular en Asia, una marca deportiva ofreció a la ISTAF jugar con pelotas de otro material que no sea la caña, y se inició la era de la nueva pelota de takraw, con un mejor bote y menos hiriente que la antigua.

### La pelota

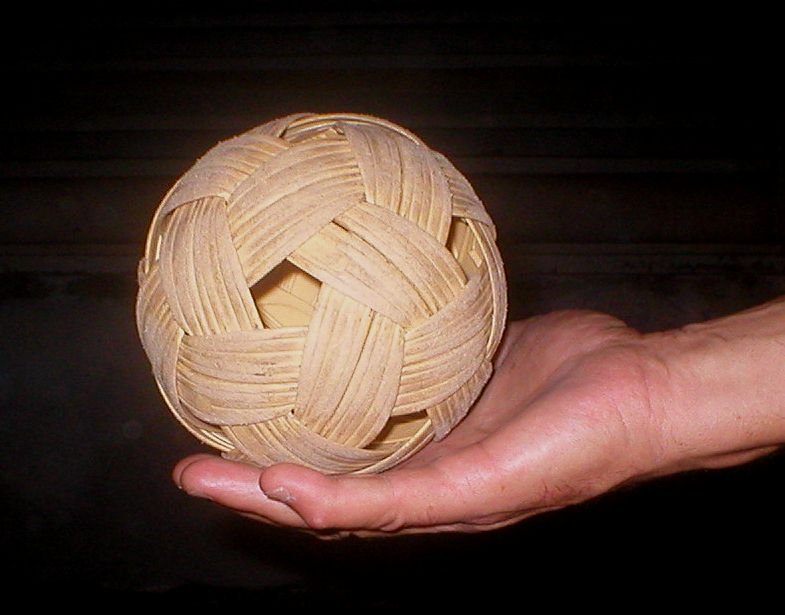
Pelota de sepak takraw.

La pelota original estaba conformada por fibras sintéticas con una capa de tejido recubriéndola. Si no se usa una pelota de caucho sintético, la pelota debe tener las siguientes características:
- 12 hoyos.
- 20 intersecciones.
- Circunferencia: entre 42 y 44 cm para los hombres y entre 43 y 45 cm para las mujeres.
- Peso: entre 170 g y 180 g  para los hombres y entre 150 g y 160 g para las mujeres.

La pelota puede ser de un color claro único, de varios colores o de colores luminosos, pero no de colores que puedan perjudicar el rendimiento de los jugadores. La pelota de sepak takraw también puede ser construida de caucho sintético, cubierto con un  material resistente suave, con el fin de suavizar el impacto de la pelota en el cuerpo del jugador. El tipo de material y el método utilizado para la fabricación de la pelota deben ser aprobados por ISTAF antes de que pueda ser utilizado para cualquier competencia. Todos los campeonatos, sean mundiales, internacionales o regionales incluyendo, pero no limitándose a juegos olímpicos, juegos mundiales, juegos de la Commonwealth, de Asia y SEA Games, deben ser realizados con ISTAF como aprobador y certificador de las pelotas de sepak takraw a utilizar.

### Los jugadores
Un partido se juega con dos regus (equipos), cada uno integrado por tres jugadores. Uno de los tres jugadores, denominado tekong, estará en la parte trasera. y los otros dos jugadores deberán estar en frente como delanteros, uno a la izquierda y el otro a la derecha.
El equipo que debe servir primero comenzará el primer set. El equipo que gana el primer set tendrá las opciones de "Selección de Servicio". El tiro debe ser ejecutado tan pronto como el árbitro pite partida. Si cualquiera de los jugadores centrales lanza la pelota antes de que el árbitro pite partida, deberá ser lanzada, nuevamente, pero esta vez por el equipo contrario y se generará una advertencia para el jugador. Durante el servicio, tan pronto como el tekong tire la pelota, a todos los jugadores se les permite circular libremente en sus respectivos espacios. El servicio es válido si el balón pasa la red, aunque el balón toque esta.

### Faltas

#### Faltas del equipo sacador durante el servicio
- El jugador "central" que está haciendo el servicio tira, juega con la pelota (tirar la pelota, golpear, dar a otro jugador "central", etc), después de que la convocatoria de la puntuación ha sido formulada por el Árbitro.
- El jugador central eleva a los pies o los pasos sobre la línea o cruza o toca la red mientras se lanza la pelota.
- El "Tekong" salta del suelo para ejecutar el servicio.
- El "Tekong" no patea la pelota en el servicio a tirar.
- La pelota toca su propio jugador, antes de cruzarla a la oponente.
- La pelota pasa a través de la red, pero queda fuera de cancha.
- La pelota no cruza a la parte oponente.
- Un jugador usa su mano o las manos, o cualquier otra parte de los brazos para facilitar la ejecución de un tiro, aun cuando la mano o el brazo no afecta directamente a la bola, sino que afecta a otros objetos o superficies del lugar.

#### Faltas del equipo sacador y receptor durante el servicio
- Gritar, emitir ruidos o gestos que distraigan al oponente.

#### Faltas para ambos equipos durante el juego
- Cualquier jugador que toca el balón en la parte oponente.
- Cualquier parte del cuerpo del jugador oponente atraviesa el límite del área de juego de su equipo al del equipo contrario, sea por arriba o por debajo de la red; excepto durante el seguimiento a través de la bola.
- Tocar la pelota más de 3 veces consecutivas.
- Tocar la pelota con el brazo.
- Retener o sujetar la pelota bajo el brazo, entre las piernas o con el cuerpo.
- Cualquier parte del cuerpo del jugador o equipos (por ejemplo zapatos, camiseta, la banda del capitán) toca la red o la entrada, toca al Árbitro de sillas o cae en el lado del oponente.
- La pelota toca el techo, el suelo o la pared (cualquier objeto).

### Sistema de puntuación
Cuando el lado que sirve o el que recibe comete un error, se adjudica un punto a la parte oponente, y se le permite realizar el próximo servicio. 
El puntaje para ganar un set es de 21 puntos, a menos que el marcador esté igualado 20-20, donde el set será decidido por una diferencia de dos puntos, hasta un máximo de 25 puntos. Cuando el marcador está igualado 20-20, el árbitro anuncia "Configuración de hasta 25 puntos".
El juego se juega en 2 sets, con 2 minutos de descanso entre sí. Si cada "Regu" gana un juego, el juego se decide en un tercer set de desempate (tiebreak), de 15 puntos, a menos que el marcador esté igualado 14-14, entonces el juego se decide a una diferencia de dos puntos, hasta un máximo de 17 puntos. Cuando el marcador está igualado 14-14, el árbitro anuncia "Configuración de hasta 17 puntos." Antes de que el set se lleve a cabo, el árbitro arroja una moneda, y el lado ganador del sorteo tendrá la opción de elegir el servicio. El cambio de lado de cancha de las partes tiene lugar cuando un "Regu" logra 8 puntos.

## Hoop takraw
Hoop takraw es una variación que desempeña en Tailandia, donde se le conoce como lawd buang o lawd huang. El juego es similar al sepak takraw, pero se le da énfasis a los movimientos y a la creatividad, además de que el objetivo es poner la bola en una canasta en forma de aro, con tres aberturas en formación de triángulo, suspendido unos cinco a seis metros del suelo. Cada equipo tiene asignado un tiempo determinado, generalmente 20 o 30 minutos, para poner el balón en la cesta tantas veces y con la mayor dignidad posible. Al igual que en el sepak takraw, los puntos se otorgan por la dificultad, por lo que los jugadores usan un repertorio completo de maniobras, como piernas cruzadas, saltos, patadas, usando incluso los codos, hombros, frente, la espalda o la suela del pie. Otra versión de este deporte consiste en la utilización de cucharas de bambú para coger un balón, en un simple juego de captura.